# Cortiglione
Cortiglione är en ort och kommun i provinsen Asti i regionen Piemonte i Italien. Kommunen hade 551 invånare (2018).